# هيلينا ماتسون
هيلينا ماتسون (بالإنجليزية: Helena Mattsson)‏ مواليد 30 مارس 1984 في ستوكهولم، السويد، هي ممثلة سويدية أمريكية بدأت مسيرتها الفنية عام 2005.

## حياتها
عندما كانت صغيرة إنتقلت إلى لندن وتعلمت التمثيل هناك لتنتقل في عمر 19 إلى هوليوود، كاليفورنيا في الولايات المتحدة لتبدأ بأعمالها الفنية هناك، مثلت في فيلم يو أند آي وفي فيلم آيرون مان 2 وهي متزوجة من المغني السويدي موهومبي.

## روابط خارجية
- هيلينا ماتسون على موقع IMDb (الإنجليزية)
- هيلينا ماتسون على موقع ألو سيني (الفرنسية)
- هيلينا ماتسون على موقع أول موفي (الإنجليزية)
- هيلينا ماتسون على موقع قاعدة بيانات الأفلام السويدية (السويدية)
- هيلينا ماتسون على موقع قاعدة بيانات الفيلم (الإنجليزية)
- هيلينا ماتسون على موقع كينوبويسك (الروسية)